# تيتو سانتانا
تيتو سانتانا (بالإنجليزية: Tito Santana)‏ هو لاعب كرة القدم الكندية أمريكي، ولد في 10 مايو 1953 في ميشن في الولايات المتحدة.

## وصلات خارجية
- تيتو سانتانا على موقع JustSportsStats.com (الإنجليزية)
- تيتو سانتانا على موقع دبليو دبليو إي (الإنجليزية)
- تيتو سانتانا على موقع WrestlingData.com (الإنجليزية)
- تيتو سانتانا على موقع CageMatch worker (الإنجليزية)
- تيتو سانتانا على موقع قاعدة بيانات المصارعة على الإنترنت (الإنجليزية)
- تيتو سانتانا على موقع عالم المصارعة على الإنترنت (الإنجليزية)
- تيتو سانتانا على موقع عالم المصارعة على الإنترنت (الإنجليزية)
- تيتو سانتانا على موقع IMDb (الإنجليزية)
- تيتو سانتانا على موقع ميوزك برينز (الإنجليزية)
- تيتو سانتانا على موقع قاعدة بيانات الفيلم (الإنجليزية)